# スタジオ150
『スタジオ150』(英:Studio 150)は、ポール・ウェラーが2004年に発表したアルバム。V2レコードへの移籍第1弾アルバムで、全曲カヴァー。

## 解説
タイトルの「スタジオ150」とは、本作のレコーディングが行われたオランダ・アムステルダムのスタジオの名前。スパイス・ガールズやザ・ヴァーヴ等と仕事をしたレコーディング・エンジニアのヤン・カイバートを、共同プロデューサーに起用した。
イギリスでは通常版CDの他、DVD付初回盤、LPが同時発売された。後にドイツ・ベルリンでのラジオ･ライブを収録した限定2枚組が発売された。また、ウェラー初の5.1chサラウンド・ミックスが作られ、SACDで発売された。日本盤は2曲のボーナストラックを収録、アメリカ盤は別カバー・デザインで初回盤には6曲入りボーナス・ディスクが付属された。
アルバム発売の翌月には、収録曲を中心としたスタジオ・コンサートの同名DVDが発売された。

## 収録曲
1. イフ・アイ・クドゥ・オンリー・ビー・シュア - "If I Could Only Be Sure" - 3:41
オリジナルはノーラン・ポーター
2. ウィッシング・オン・ア・スター - "Wishing On A Star" - 5:09
オリジナルはローズ・ロイス
3. ドント・メイク・プロミス - "Don't Make Promises" - 3:19
オリジナルはティム・ハーディン
4. ボトル - "The Bottle" - 3:02
オリジナルはギル・スコット・ヘロン
5. ブラック・イズ・ザ・カラー - "Black Is The Colour" - 3:29
スコットランド民謡
6. クロス・トゥ・ユー - "Close To You" - 2:58
オリジナルはカーペンターズ  ※2020.10.15追記  オリジナルはカーペンターズではなく、Richard Chambarlain、作曲はバートバカラック。映画「Twilight of horneor]」の挿入曲。Paul Wellerのカバーはこのオリジナルと１９６７年にDusty Springfieldがカバーしたバージョンをさらにソウルフルに仕上げている。
7. アーリー・モーニング・レイン - "Early Morning Rain" - 3:47
オリジナルはゴードン・ライトフット
8. ワン・ウェイ・ロード - "One Way Road" - 3:19
オリジナルはオアシス
9. ヘラクレス - "Hercules" - 3:27
オリジナルはアーロン・ネヴィル
10. シンキング・オヴ・ユー - "Thinking Of You" - 3:49
オリジナルはシスター・スレッジ
11. オール・アロング・ザ・ワッチタワー - "All Along The Watchtower" - 5:54
オリジナルはボブ・ディラン
12. バーズ - "Birds" - 3:29
オリジナルはニール・ヤング
日本盤は30秒の空白を経て下記ボーナス・トラック（シングル「ウィッシング・オン・ア・スター」のカップリング2曲）収録
13. ファミリー・アフェア - "Family Affair" - 3:14
オリジナルはスライ&ザ・ファミリー・ストーン
14. レット・イット・ビー・ミー - "Let It Be Me" - 4:17
シャンソンの楽曲。英語版はエヴァリー・ブラザーズのヒットで有名

### アメリカ盤ボーナス・ディスク
1. Corrina Corrina
2. Family Affair
3. Coconut Grove
4. Needle and Pins
5. Let It Be Me
6. Don't Go to Strangers

### イギリス限定盤ボーナス・ディスク
1. Thinking of You (Live Radio Session - RBB Sendesaal)
2. The Bottle (Live Radio Session - RBB Sendesaal)
3. One Way Road (Live Radio Session - RBB Sendesaal)
4. Wishing on a Star (Live Radio Session - RBB Sendesaal)
5. If I could only be Sure (Live Radio Session - RBB Sendesaal)
6. Come Together

## シングル及びカップリング曲
- ボトル（全英13位）- 日本でも同じ形態でリリースされた
  - コリーナ・コリーナ - "Corrina Corrina"（オリジナルはボ・カーター）
  - ココナツ・グローヴ - "Coconut Grove"（オリジナルはラヴィン・スプーンフル）

- ボトル (Big Boss Man Remix)
  - ボトル - "Bottle (Big Boss Man Vocal Mix)"
  - ボトル - "Bottle (Big Boss Man Instrumental Mix)"

- ウィッシング・オン・ア・スター（全英11位）- アルバムの日本盤CDにはカップリング曲も含めて全曲収録
  - ファミリー・アフェアー - "Family Affair"
  - レット・イット・ビー・ミー - "Let It Be Me"

- シンキング・オヴ・ユー（全英18位）
  - "Don't Go To Strangers"（オリジナルはエタ・ジョーンズ）
  - "Needles And Pins"（オリジナルはジャッキー・デシャノン）

- シンキング・オヴ・ユー（Live at Riverside） [DVDシングル]
  - アーリー・モーニング・レイン - "Eary Morning Rain（Live at Riverside）"
  - ウィッシング・オン・ア・スター - "Wishing on a Star (Beta Band Remix)"

- アーリー・モーニング・レイン（全英40位）
  - "Come Together"（オリジナルはビートルズ）

## 参加ミュージシャン
- ポール・ウェラー - ボーカル、ギター、キーボード
- デーモン・ミンケラ - ベース
- スティーヴ・ホワイト - ドラムス、パーカッション
- スティーヴ・クラドック - ギター(on 1. 7. 12.)
- ダニー・トンプソン - ダブル・ベース(on 3. 10.)
- エリザ・カーシー - ヴァイオリン(on 5. 7.)
- Stefan Schmid - シンセサイザー(on 5.)
- Bill Nusinger - マンドリン(on 5.)
- Dalbir Singh Rattan - タブラ
- ペトラ・ローザ - ハープ
- ベンジャミン・ハーマン - サックス、フルート
- Joeri De Vente - フレンチホルン
- David Kweksiber - クラリネット
- Louk Boudesteijn - トロンボーン
- Frans Cornelissen - チューバ
- Jan Van Duikeren - トランペット、フリューゲルホルン
- The Stands - バッキング・ボーカル(on 8.)
- カーリーン・アンダーソン - バッキング・ボーカル(on 11. 12.)
- サム・ブラウン - バッキング・ボーカル(on 11. 12.)
- クラウディア・フォンテーン - バッキング・ボーカル(on 11. 12.)